# برندی هیل، نیو ساوت ولز
برندی هیل (به انگلیسی: Brandy Hill) یک منطقهٔ مسکونی در استرالیا است که در نیو ساوت ولز واقع شده‌است.